# Phaegoptera ochracea
Phaegoptera ochracea är en fjärilsart som beskrevs av James John Joicey och Talbot 1918. Phaegoptera ochracea ingår i släktet Phaegoptera och familjen björnspinnare. Inga underarter finns listade i Catalogue of Life.